# Abdul Fattah Al Agha
Abdul Fattah Al Agha (arab عبد الفتاح الآغا; ur. 1 kwietnia 1984 w Aleppo) – syryjski piłkarz, grający na pozycji napastnika w klubie Olympic El Qanah FC.

## Kariera klubowa
Abdul Fattah Al Agha rozpoczął swoją zawodową karierę w 2002 roku w klubie Al-Ittihad Aleppo. Z Al-Ittihad zdobył mistrzostwo Syrii w 2005, dwukrotnie Puchar Syrii w 2005, 2006 oraz Puchar AFC w 2010. Od 2010 do 2014 był zawodnikiem egipskiego klubu Wadi Degla SC. Następnie grał w El Gouna FC, Amanacie Bagdad i FC Masr. W 2017 przeszedł do Olympic El Qanah FC.

## Kariera reprezentacyjna
W reprezentacji Syrii Al Agha zadebiutował w 2004 roku. W 2007 roku uczestniczył w eliminacjach Mistrzostw Świata 2010. W 2011 został powołany na Puchar Azji.